# Torroçu
Torroçu (em fom: Tohosu) é uma classe de voduns, cujo nome significa "Rei das Águas". Eles residem em riachos de Abomei, Abadô, Azili, Gudu e Dido. Seu culto provém da crença de que crianças que nascem com deformações físicas são espíritos das águas encarnados, e o costume mandava que essas crianças fossem devolvidas às águas. Embora esse costume tenha caído em desuso, ainda hoje alguns desses espíritos são cultuados como voduns, possuindo templos sobretudo nas regiões fons (Abomei, Zagnanado e arredores), maís (Savalu, Dassa-Zoumé e arredores) e Aizo (Aladá e arredores). Os torroçus mais célebres são os pertencentes à família real de Abomei, chefiados por Zomadonu.
Mais recentemente, o culto aos torroçus tem sido associado ao nascimento de crianças que nascem física ou mentalmente excepcionais, como aquelas com Síndrome de Down ou paralisia cerebral.

## Páginas Externas (imagens)
- Adeptos do culto a Tohossu em Abomei, Benim